# Carl Mauritz Nyström
Carl Mauritz Nyström, född 22 september 1819 i Karlstad, död 26 november 1903 i Stockholm, var en bankdirektör och politiker.
Han var son till en kamrer, blev student vid Uppsala universitet 1837 och tog kameralexamen och hovrättsexamen 1840 respektive 1841. 1846-50 var han kanslist vid Göteborgs rådhusrätt och 1850-55 stadsnotarie. 1854-69 var han agent för Lloyd’s sjöförsäkringar i Göteborg, för Skandia 1855-69 och organisatör för Sjöförsäkrings AB Gauthiod. Åren 1869-80 var Nyström VD för Riksbankens avdelningskontor i Göteborg. Han satt även i flera bolagsstyrelser.
Åren 1867-69 var han högerliberal ledamot av Göteborgs stadsfullmäktige, och var ordförande för fattigförsörjningen 1872-73. Han förde en restriktiv understödspolitik.
Han var gift med handlanden Aron Henriques dotter, Birgitta Charlotta.